# L'Âtre périlleux
L'Âtre périlleux è un romanzo cavalleresco in versi, di autore ignoto, scritto nella metà del XIII secolo. Il romanzo fu edito per la prima volta solo nel 1868, basandosi sull'unica copia allora rimasta. 
Composto da più di settemila versi, l'Âtre périlleux si ispira alle opere di Chrétien de Troyes.
Protagonista dell'opera è Galvano, uno dei cavalieri della Tavola rotonda di re Artù, il quale si ritrova a dover affrontare sfide di vario genere, come la ricerca del nome che gli era stato sottratto.